# Térmens (kommunhuvudort)
Térmens är en kommunhuvudort i Spanien.   Den ligger i provinsen Província de Lleida och regionen Katalonien, i den östra delen av landet, 400 km öster om huvudstaden Madrid. Térmens ligger 211 meter över havet och antalet invånare är 1 467.
Terrängen runt Térmens är platt, och sluttar söderut. Runt Térmens är det ganska tätbefolkat, med 104 invånare per kvadratkilometer. Närmaste större samhälle är Lleida, 16,3 km sydväst om Térmens. Trakten runt Térmens består till största delen av jordbruksmark.